# Tohatchi (Nuevo México)
Tohatchi es un lugar designado por el censo ubicado en el condado de McKinley en el estado estadounidense de Nuevo México. En el Censo de 2010 tenía una población de 808 habitantes y una densidad poblacional de 49,65 personas por km².

## Geografía
Tohatchi se encuentra ubicado en las coordenadas 35°50′25″N 108°45′7″O / 35.84028, -108.75194. Según la Oficina del Censo de los Estados Unidos, Tohatchi tiene una superficie total de 16.27 km², de la cual 15.94 km² corresponden a tierra firme y (2.05%) 0.33 km² es agua.

## Demografía
Según el censo de 2010, había 808 personas residiendo en Tohatchi. La densidad de población era de 49,65 hab./km². De los 808 habitantes, Tohatchi estaba compuesto por el 5.57% blancos, el 0% eran afroamericanos, el 87.87% eran amerindios, el 5.07% eran asiáticos, el 0.12% eran isleños del Pacífico, el 0.25% eran de otras razas y el 1.11% pertenecían a dos o más razas. Del total de la población el 1.98% eran hispanos o latinos de cualquier raza.